# Муса Харун
Муса Харун Джамаа (араб. موسى هارون جامع‎; род. 13 сентября 1986, Эш-Шамаль (город), Эш-Шамаль) — катарский футболист, защитник клуба «Катар СК». Выступал за национальную сборную Катара.

## Клубная карьера
Начинал карьеру в команде из своего родного города «Аль-Шамале», где отыграл два сезона, провёл 27 игр и забил 1 мяч. Летом 2004 года перебрался в столичный клуб « Аль-Араби», за который выступал на протяжении семи сезонов, дважды став бронзовым призёром чемпионата Катара. В 2011 году перед началом нового сезона перешёл в «Умм-Салаль». Дебютировал в новом клубе 17 сентября в домашнем матче с «Эр-Райяном». По окончании сезона клуб занял предпоследнее место в турнирной таблице, но в стыковых матчах заслужил право остаться в высшем дивизионе.
В июле 2012 года в качестве свободного агента перебрался в «Эр-Райян». За семь сезонов в его составе Муса Харун выигрывал кубок и становился чемпионом страны. Перед началом сезона 2019/20 пополнил ряды «Катар СК». Дебютировал в его составе в Лиге звёзд 29 августа 2019 года в гостевой встрече с «Аль-Вакрой».

## Карьера в сборной
Выступал за национальную сборную Катара. В её составе дебютировал 30 декабря 2012 года в товарищеском матче со сборной Ливии. Муса Харун появился на поле после перерыва. 11 января 2009 года в матче группового этапа кубка Персидского залива с Йеменом он забил первый гол за сборную, чем помог своей команде победить и выйти в плей-офф турнира, где Катар проиграл хозяевам и будущим победителям — сборной Омана.

## Достижения
Аль-Араби
- Бронзовый призёр чемпионата Катара: 2005/06, 2009/10

 Эр-Райян
- Чемпион Катара: 2015/16
- Бронзовый призёр чемпионата Катара: 2016/17, 2017/18
- Обладатель Кубка Эмира: 2013

## Статистика выступлений

### Статистика в сборной
| Матчи и голы Мусы Харуна за национальную сборную Катара | Матчи и голы Мусы Харуна за национальную сборную Катара | Матчи и голы Мусы Харуна за национальную сборную Катара | Матчи и голы Мусы Харуна за национальную сборную Катара | Матчи и голы Мусы Харуна за национальную сборную Катара | Матчи и голы Мусы Харуна за национальную сборную Катара |
| №                                                       | Дата                                                    | Оппонент                                                | Счёт                                                    | Голы                                                    | Соревнование                                            |
| ------------------------------------------------------- | ------------------------------------------------------- | ------------------------------------------------------- | ------------------------------------------------------- | ------------------------------------------------------- | ------------------------------------------------------- |
| 1                                                       | 30 декабря 2008                                         | Ливия                                                   | 5:2                                                     | 0                                                       | Товарищеский матч                                       |
| 2                                                       | 11 января 2009                                          | Йемен                                                   | 2:1                                                     | 1                                                       | Кубок Персидского залива 2009                           |
| 3                                                       | 14 января 2009                                          | Оман                                                    | 0:1                                                     | 0                                                       | Кубок Персидского залива 2009                           |
| 4                                                       | 28 марта 2009                                           | Узбекистан                                              | 0:4                                                     | 0                                                       | Отборочные матчи ЧМ-2010                                |
| 5                                                       | 1 апреля 2009                                           | Бахрейн                                                 | 0:1                                                     | 0                                                       | Отборочные матчи ЧМ-2010                                |
| 6                                                       | 11 октября 2009                                         | Македония                                               | 1:2                                                     | 1                                                       | Товарищеский матч                                       |
| 7                                                       | 30 декабря 2009                                         | КНДР                                                    | 0:1                                                     | 0                                                       | Товарищеский матч                                       |
| 8                                                       | 3 марта 2010                                            | Словения                                                | 1:4                                                     | 0                                                       | Товарищеский матч                                       |
| 9                                                       | 31 декабря 2010                                         | КНДР                                                    | 0:1                                                     | 0                                                       | Товарищеский матч                                       |
| 10                                                      | 17 июля 2011                                            | Индия                                                   | 1:2                                                     | 0                                                       | Товарищеский матч                                       |

Итого:10 матчей и 2 гола; 2 победы, 0 ничьих, 8 поражений.